# Tachinus
Tachinus es un género de escarabajos de la familia Staphylinidae. Hay por lo menos 230 especies descritas, distribuidas por todo el mundo, excepto Australasia.

## Especies
- Tachinus ablusus
- Tachinus abruptus
- Tachinus absconditus
- Tachinus addendus
- Tachinus alesi
- Tachinus alienus
- Tachinus alishanensis
- Tachinus alticola
- Tachinus altiimprimus
- Tachinus andoi
- Tachinus angustatus
- Tachinus aokii
- Tachinus apterus
- Tachinus arcticus
- Tachinus armatus
- Tachinus atripes
- Tachinus axillaris
- Tachinus basalis
- Tachinus beckeri
- Tachinus becquarti
- Tachinus bernhaueri
- Tachinus bhutanicus
- Tachinus bicuspidatus
- Tachinus bidens
- Tachinus binotatus
- Tachinus bipustulatus
- Tachinus birmanus
- Tachinus bonvouloiri
- Tachinus brevipennis
- Tachinus brunneicollis
- Tachinus brunneus
- Tachinus burmanicus
- Tachinus californicus
- Tachinus cameroni
- Tachinus campbelli
- Tachinus canadensis
- Tachinus caucasicus
- Tachinus cavazzutii
- Tachinus championi
- Tachinus chinensis
- Tachinus cingulatus
- Tachinus coiffaiti
- Tachinus concinnus
- Tachinus contortus
- Tachinus coriaceoides
- Tachinus coriaceus
- Tachinus coronatus
- Tachinus corticinus
- Tachinus crotchii
- Tachinus curtipennis
- Tachinus debilis
- Tachinus dilatatus
- Tachinus diminutus
- Tachinus discoideus
- Tachinus drescheri
- Tachinus edentulus
- Tachinus edwardi
- Tachinus elegans
- Tachinus elongatus
- Tachinus emeiensis
- Tachinus exiguus
- Tachinus extensiventris
- Tachinus fanjingensis
- Tachinus fanynkae
- Tachinus fauveli
- Tachinus ferrugineus
- Tachinus fimbriatus
- Tachinus fimetarius
- Tachinus flavolimbatus
- Tachinus flavosignatus
- Tachinus fortepunctatus
- Tachinus franzi
- Tachinus frigidus
- Tachinus fumipennis
- Tachinus furcatus
- Tachinus gelidus
- Tachinus gigantulus
- Tachinus glabricollis
- Tachinus glacialis
- Tachinus grandicollis
- Tachinus grebennikovi
- Tachinus haemorrhoidalis
- Tachinus hedini
- Tachinus hercules
- Tachinus himalayicides
- Tachinus himalayicus
- Tachinus holzschuhi
- Tachinus hui
- Tachinus hujiayaoi
- Tachinus humeralis
- Tachinus humeronotatus
- Tachinus inornatus
- Tachinus instabilis
- Tachinus insularis
- Tachinus iriomotensis
- Tachinus janetscheki
- Tachinus japonicus
- Tachinus javanus
- Tachinus jiuzhaigouensis
- Tachinus joachimschmidti
- Tachinus kabakovi
- Tachinus kaiseri
- Tachinus kambaitiensis
- Tachinus kaszabi
- Tachinus khnzoriani
- Tachinus kinoshitai
- Tachinus kleebergi
- Tachinus kobensis
- Tachinus lacinipennis
- Tachinus lackneri
- Tachinus laevicollis
- Tachinus laosensis
- Tachinus laticollis
- Tachinus latiusculus
- Tachinus licenti
- Tachinus lignorum
- Tachinus lii
- Tachinus limbatus
- Tachinus limbicollis
- Tachinus linzhiensis
- Tachinus loebli
- Tachinus lohsei
- Tachinus longelytratus
- Tachinus longicornis
- Tachinus longipennis
- Tachinus ludwigbenicki
- Tachinus luoi
- Tachinus luridus
- Tachinus maculicollis
- Tachinus maculipennis
- Tachinus maderi
- Tachinus maderianus
- Tachinus malaisei
- Tachinus manasluensis
- Tachinus manueli
- Tachinus marginatus
- Tachinus marginellus
- Tachinus masahiroi
- Tachinus masaohayashii
- Tachinus memnonius
- Tachinus mengdaensis
- Tachinus mercatii
- Tachinus meridionalis
- Tachinus mexicanus
- Tachinus miltoni
- Tachinus mimulus
- Tachinus mimus
- Tachinus minimus
- Tachinus minor
- Tachinus molodovae
- Tachinus montanellus
- Tachinus monticola
- Tachinus muscophilus
- Tachinus nakanei
- Tachinus naomii
- Tachinus nepalensis
- Tachinus nepalicus
- Tachinus nigerrimus
- Tachinus nigriceps
- Tachinus nigricornis
- Tachinus nitouensis
- Tachinus oaxacensis
- Tachinus obesus
- Tachinus oblongoelytratus
- Tachinus oblongopunctatus
- Tachinus oblongus
- Tachinus octosignatus
- Tachinus ohbayashii
- Tachinus orientalis
- Tachinus ornatus
- Tachinus ovalis
- Tachinus pallipes
- Tachinus parabirmanus
- Tachinus paracoriaceus
- Tachinus parahercules
- Tachinus paralinzhiensis
- Tachinus paralleliventris
- Tachinus paramalaisei
- Tachinus parasibiricus
- Tachinus parvus
- Tachinus piceoides
- Tachinus piceus
- Tachinus picipes
- Tachinus potanini
- Tachinus pratensis
- Tachinus proximus
- Tachinus pseudobirmanus
- Tachinus pulcher
- Tachinus punctipennis
- Tachinus punctiventris
- Tachinus quebecensis
- Tachinus rainieri
- Tachinus reuteri
- Tachinus rimosus
- Tachinus rishirianus
- Tachinus roborowskyi
- Tachinus robustus
- Tachinus rougemonti
- Tachinus rufipennis
- Tachinus rufipes
- Tachinus rufitarsis
- Tachinus ryvkini
- Tachinus sahlbergi
- Tachinus sakaii
- Tachinus satoi
- Tachinus scapularis
- Tachinus schilowi
- Tachinus schmidti
- Tachinus schneideri
- Tachinus schuhi
- Tachinus schwarzi
- Tachinus scorteus
- Tachinus semiruber
- Tachinus semirufus
- Tachinus setosus
- Tachinus sibiricus
- Tachinus sikkimi
- Tachinus silphaeformis
- Tachinus silphoides
- Tachinus simlaensis
- Tachinus sinensis
- Tachinus smetanai
- Tachinus soloensis
- Tachinus splendens
- Tachinus stacesmithi
- Tachinus starcki
- Tachinus stoliczkae
- Tachinus striatipennis
- Tachinus striatulus
- Tachinus subflavus
- Tachinus subparallelus
- Tachinus subterraneus
- Tachinus subtilepunctatus
- Tachinus sugayai
- Tachinus taichii
- Tachinus taichungensis
- Tachinus thruppi
- Tachinus tianmuensis
- Tachinus tibetensis
- Tachinus trifidus
- Tachinus unicolor
- Tachinus validepunctatus
- Tachinus vergatus
- Tachinus wakaharai
- Tachinus watanabei
- Tachinus xizangensis
- Tachinus yamato
- Tachinus yasuakii
- Tachinus yasutoshii
- Tachinus yezoensis
- Tachinus yini
- Tachinus yushanensis